# Юбилейный (Новгородская область)
Юбилейный — посёлок в Хвойнинском районе Новгородской области России. Относится к Юбилейнинскому поселению (до 2020 года был единственным населённым пунктом в поселении).

## География
Расположен на левом берегу реки Кабожа, на северо-востоке Новгородской области, в 38 км к востоку от Хвойной и в 5 км к северу от посёлка при станции Кабожа (на линии Октябрьской железной дороги линии Санкт-Петербург — Мга — Кириши — Неболчи — Хвойная — Кабожа — Пестово — Сонково — Москва (Москва Савел.)).

## Население
| 2009  | 2010  | 2012  | 2013  | 2014  | 2015  | 2016  |
| ----- | ----- | ----- | ----- | ----- | ----- | ----- |
| 1778  | ↘1747 | ↘1717 | ↘1692 | ↗1695 | ↘1689 | ↘1678 |
| 2017  | 2018  | 2019  | 2020  |       |       |       |
| ↘1645 | ↘1601 | ↘1539 | ↘1520 |       |       |       |

## История

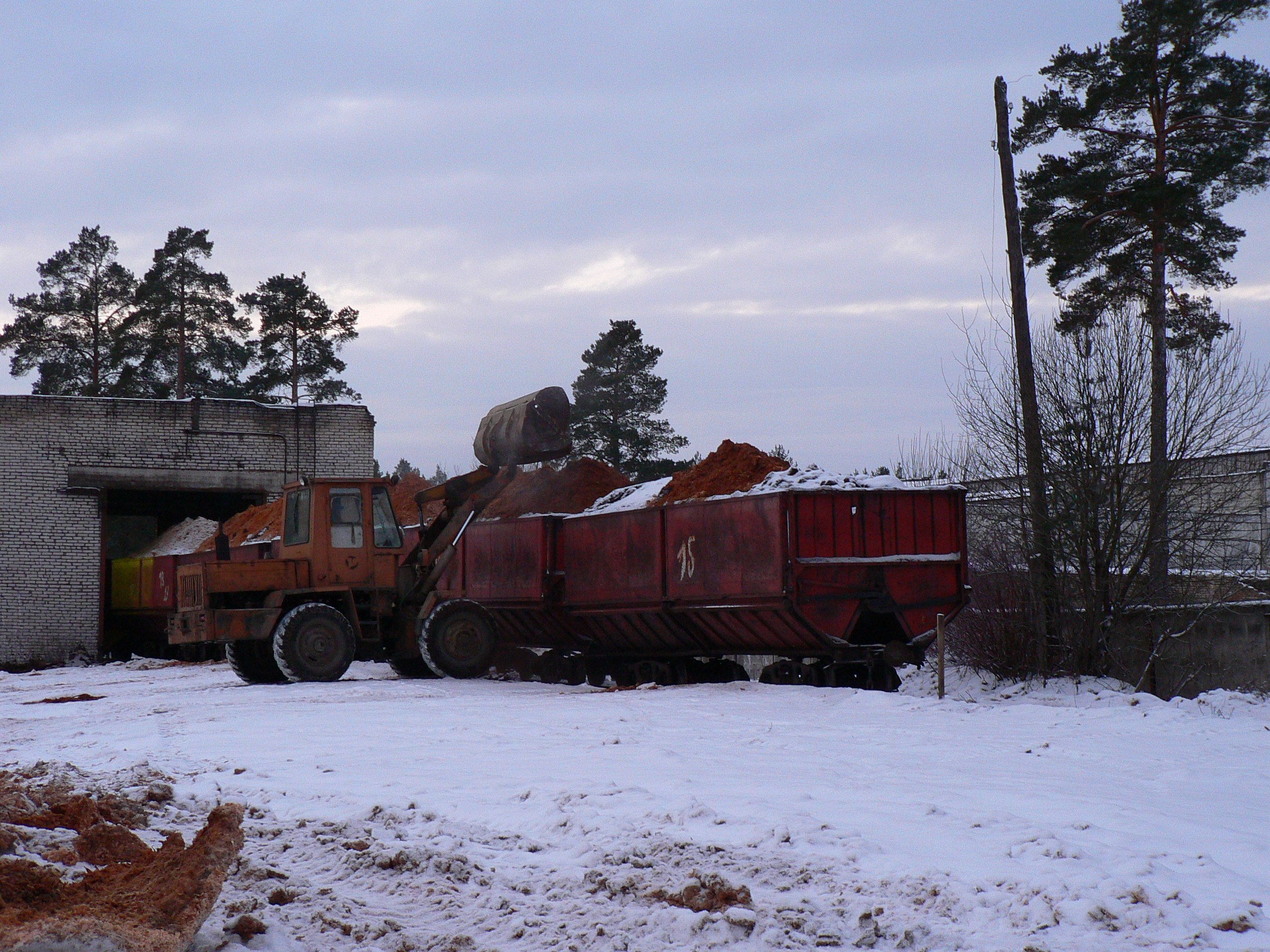
Кушаверское торфопредприятие (ООО «Кушавераторф»)

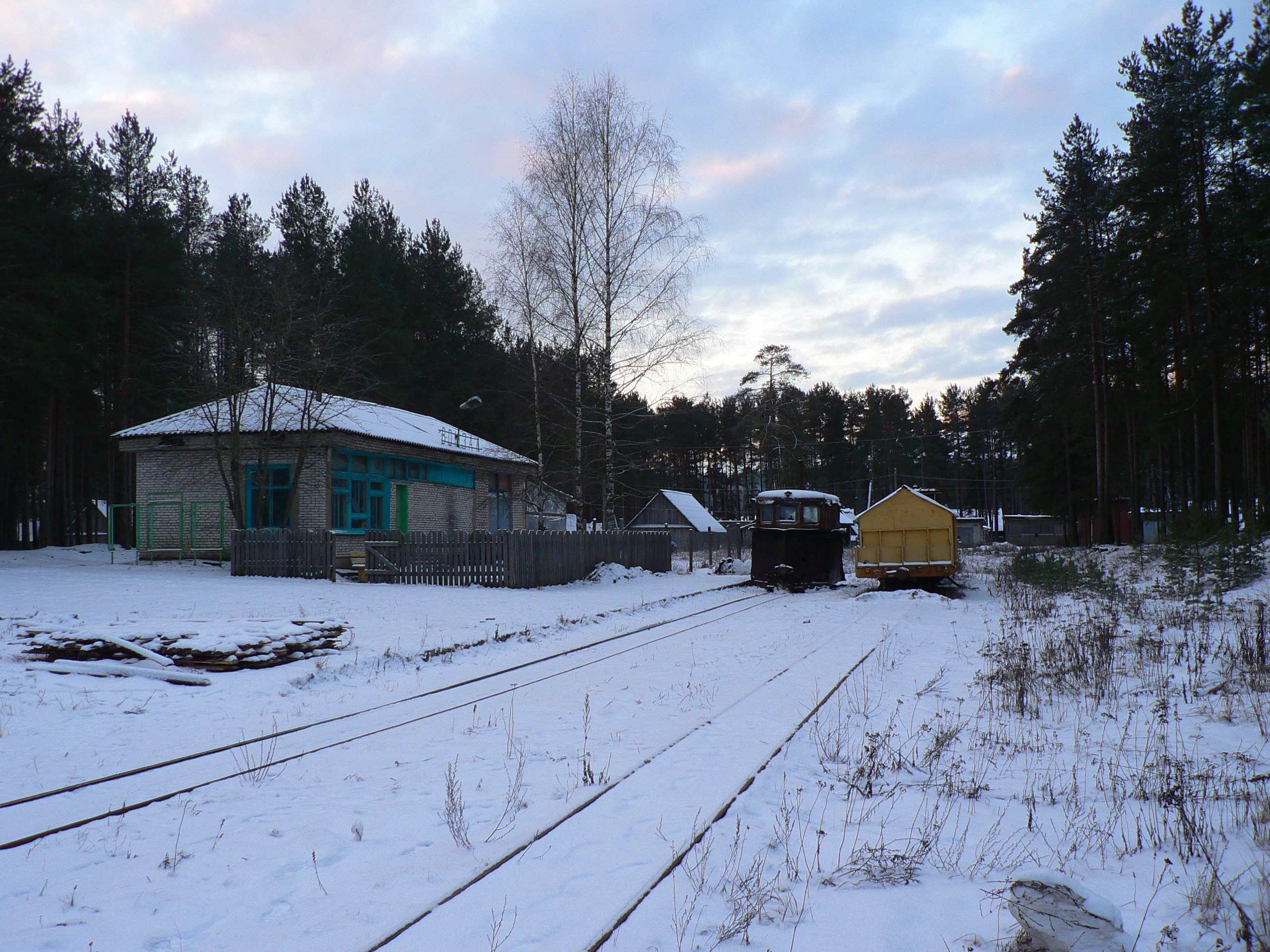
Бывший вокзал, УЖД Кушаверского торфопредприятия, пос. Юбилейный

Основное предприятие посёлка — работающее c 1971 года Кушаверское торфопредприятие (ООО «Кушавераторф»), действует узкоколейная железная дорога, а в Юбилейном находится локомотивное депо. Посёлок получил название в честь 50-летия Октябрьской революции, в 1967 году, когда началось строительство основных объектов торфопредприятия. Посёлок начал застраиваться созданным в те годы Кушаверским строительным управлением, близ деревни Сосновка, позже ставшей частью Юбилейного, от этого факта происходит название Сосновского мясоперерабатывающего завода в посёлке и прежнее название сельсовета (Сосновский) и сельской администрации существовавшей до муниципальной реформы и образования взамен Юбилейнинского сельского поселения.

## Инфраструктура
В Юбилейном находится муниципальное дошкольное образовательное учреждение «Детский сад присмотра и оздоровления», муниципальное образовательное учреждение для детей-сирот и детей, оставшихся без попечения родителей «Детский дом п. Юбилейный» (ЗАКРЫТ) и средняя общеобразовательная школа посёлка. В посёлке в 2008 году открыта первая в области сельская модельная библиотека, для которой Пушкинская библиотека Санкт-Петербурга передала более тысячи книг.
В посёлке есть также отделение почтовой связи «Юбилейный» почтамта Хвойная «ФГУП Почта России», почтовый индекс — 174571 (до 2000 года индекс был 174586).

## Экономика и транспорт
- ООО «Кушавераторф» добыча и переработка торфа. Для вывозка торфа с участка добычи используется узкоколейная ветка.

### Основные производства
- Добыча торфа.